# Provincia di Madhesh
La provincia di Madhesh (in nepalese मधेश प्रदेश), nota fino al 17 gennaio 2022 come Provincia No. 2 (in nepalese प्रदेश नं० २), è una delle sette province del Nepal, stabilite dalla Costituzione del Nepal del 2015.
La sua capitale è Janakpur, mentre la città più popolosa è Birganj.

## Suddivisioni amministrative
La provincia è suddivisa in 8 distretti:
- Bara
- Dhanusha
- Mahottari
- Parsa
- Rautahat
- Saptari
- Sarlahi
- Siraha